# كنغرون (كوشك)
كنغرون (بالفارسية: کنگرون) هي منطقة سكنية تقع في إيران في محافظة خوزستان. يقدر عدد سكانها بـ 68 نسمة بحسب إحصاء 2016.